# Meshkān
Meshkān (persiska: مشکان, Moshkān) är en ort i Iran.   Den ligger i provinsen Fars, i den centrala delen av landet, 700 km söder om huvudstaden Teheran. Meshkān ligger 2 234 meter över havet och antalet invånare är 4 630.
Terrängen runt Meshkān är kuperad åt nordväst, men åt sydost är den platt. Terrängen runt Meshkān sluttar österut.Runt Meshkān är det glesbefolkat, med 12 invånare per kvadratkilometer. Det finns inga andra samhällen i närheten. Omgivningarna runt Meshkān är i huvudsak ett öppet busklandskap.